# Todor Kantardjiev
Todor Kantardjiev (în bulgară Тодор Кантарджиев) (n. 10 februarie 1861, Samokov, Imperiul Otoman – d. 25 ianuarie 1945, Sofia, Bulgaria) a fost unul dintre generalii armatei Bulgariei din Primul Război Mondial.
A îndeplinit funcția de comandant al Diviziei Mixte bulgare în campania acesteia din România, având gradul de general-maior.